# Juan Bautista de Anza

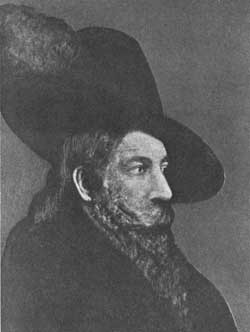
Juan Bautista de Anza

Juan Bautista de Anza (* Juli 1736 in Fronteras (im heute mexikanischen Bundesstaat Sonora); † 19. Dezember 1788 in Arizpe, Sonora), war der erste Abkömmling von Europäern, der 1774 einen Landweg von Mexiko durch die Sonora-Wüste zur kalifornischen Pazifikküste fand.

## Leben
Anza wurde 1736 in Fronteras im heutigen mexikanischen Bundesstaat Sonora als Sohn eines aus dem Baskenland im Nordwesten Spaniens stammenden Vaters geboren. Seine Familie war traditionell mit dem Militär verbunden und 1752 wurde er Mitglied der Armee. Seine Einsätze, ab 1760 im Rang eines Hauptmanns, dienten hauptsächlich der Niederschlagung von Aufständen der einheimischen Bevölkerung an der nördlichen Grenze des damaligen Neu-Spaniens. 1761 heiratete er die Tochter eines Minenbesitzers. Die Ehe blieb kinderlos. 1772 machte er dem spanischen Vizekönig einen Vorschlag zur Auskundschaftung der nördlichen Gebiete.
Spanische Eroberer hatten mehr als 200 Jahre nach einer solchen Verbindung geforscht. In den Jahren 1775/1776 leitete Anza im Auftrag des neu-spanischen Vizekönigs eine Expedition in die Gegend des heutigen San Francisco, die zum Ausgangspunkt der Besiedelung der San Francisco Bay wurde und die Ansprüche Spaniens auf Alta California festigen sollte. Auf Erkundungen, die vor allem den Siedlungsgebieten der nördlich angrenzend lebenden Stämmen galten, entdeckte er weite Bereiche des heutigen Arizona.
1774 leitete Anza eine kleine Expedition von Tubac (heute in Arizona, südlich von Tucson gelegen) zur Mission San Gabriel Arcángel nordöstlich des heutigen Los Angeles, geführt von einem gefangenen Indianer. Damit war der Beweis für einen Landweg geführt. Anza begann sofort mit der Planung einer Kolonisierungsexpedition, die den Anspruch der spanischen Krone auf Alta California gegen russische und britische Ansprüche unterstreichen und in die erst kurz zuvor entdeckte Bucht von San Francisco nördlich der 1770 gegründeten Festung (spanisch: Presidio) von Monterey führen sollte.
Am 22. Oktober 1775 trat Anza mit einem Treck von 240 Kolonisten, überwiegend Frauen und Kinder, und einigen Missionaren sowie 1.000 Stück Vieh von Tubac aus die nahezu 2.000 km lange Expedition an, die zunächst nach Nordwesten über die Gegend von Tucson und Gila Bend an den Colorado in das Stammesgebiet der Yuma führte. Zwei Missionare blieben bei den Yuma und gründeten eine kleine Mission. Vom Colorado aus führte der Weg der Expedition weiter nach Westen durch die Sonora-Wüste, um erneut bei San Gabriel die Pazifik-Küste zu erreichen. Nach einer mehrwöchigen Pause wandte sich der Zug der Expedition entlang der Küste nach Norden und erreichte schließlich Monterey. Von dort aus begann er mit der Erforschung der San Francisco Bay, die er erstmals am 28. März 1776 erreichte. Anza bestimmte den Bauplatz für die Festung und die Missionsstation, aus denen San Francisco entstand.
Er selbst kehrte jedoch vor Beginn der Bauarbeiten nach Mexiko-Stadt zurück, wo er 1777 zum Gouverneur von New Mexico ernannt wurde. 1787 kehrte er nach Sonora zurück und sollte 1788 zum Kommandeur der Festung von Tubac ernannt werden. Er starb jedoch, bevor er das Amt übernehmen konnte, in Arizpe.
Die von ihm gefundene Landverbindung blieb bis zum Ausbruch einer Yuma-Revolte 1781 in Gebrauch. Diese Zeit genügte, um die neuen Siedlungen in Alta California zu etablieren. Später diente der Anza-Weg dem Militär, Siedlern, Viehtreibern und Goldsuchern.

## Sonstiges
1990 wurde der Juan Bautista de Anza National Historic Trail eingerichtet. Die Straße verläuft überwiegend asphaltiert von Tubac nach San Francisco. Abschnitte des Historic Trails sind auch als Wander- und Reitweg angelegt.
Nach Anza wurde die Anza-Borrego-Wüste benannt, die zu den von seinen Expeditionen durchquerten Gebieten gehört. Außerdem trägt der Asteroid (2061) Anza seinen Namen.